# 나리타산 신쇼지

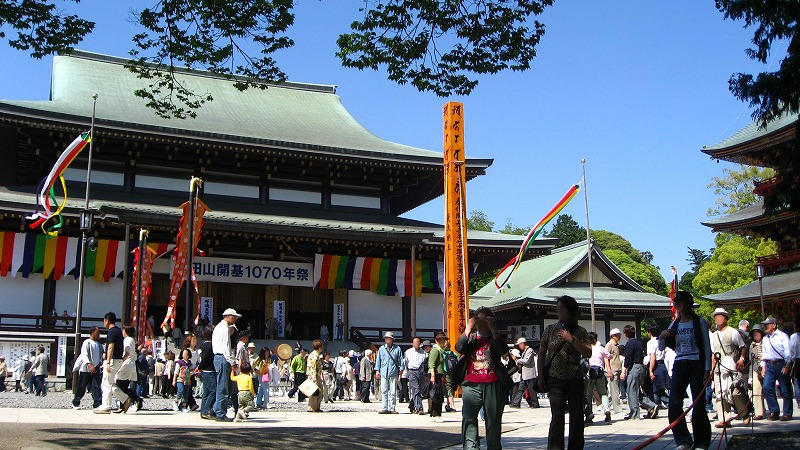
나리타산 신쇼지

나리타산 신쇼지(成田山新勝寺)는 일본 지바현 나리타시의 진언종 지산파 절이다. 참배자 수는 메이지 신궁에 이은 일본 내에서 2위로, 절에 한하면 1위인 절이다.